# (1503) Kuopio
(1503) Kuopio est un astéroïde de la ceinture principale.

## Description
(1503) Kuopio est un astéroïde de la ceinture principale. Il fut découvert le 15 décembre 1938 à Turku par Yrjö Väisälä. Il fut nommé en honneur de la ville de Kuopio. Il présente une orbite caractérisée par un demi-grand axe de 2,63 UA, une excentricité de 0,10 et une inclinaison de 12,4° par rapport à l'écliptique.

## Compléments